# Рудник Геллієр
Рудник Геллієр (Hellyer) – гірничодобувний майданчик на австралійському острові Тасманія. 
В 1983-му за три кілометра від копальні Кю-Рівер виявили значно більше родовище Геллієр, будівництво на якому рудника стартувало в 1986-му, а початок видобутку припав на 1989 рік. Розробка велась підземним способом, при цьому доступ до рудного тіла, що розташоване на глибині від 100 до 500 метрів між абсолютними позначками 600 та 200 метрів НРМ, організували через ухил (штольню) завдовжки 1,2 кілометра, портал якої знаходиться в долині Саутвелл-Рівер на абсолютній позначці 390 метрів НРМ. 
Належна до копальні збагачувальна фабрика випускала цинковий та свинцевий концентрати, а супутніми металами виступали золото та срібло. Цинковий концентрат відправляли на плавильний завод у Гобарті.
Розробка Геллієр припинилась в 2000 році через вичерпання запасів. Всього на цей момент  вилучили 15 млн тонн руди та випустили 2,7 млн тонн цинкового концентрату, 0,73 млн тонн свинцевого концентрату та 0,6 млн тонн змішаного концентрату.
За час розробки Геллієр у хвостосховищі збагачувальної фабрики накопичилось 10,9 млн тонн відходів. Як наслідок, в 2006-му рудник викупила Polymetals Group (Intec Limited), що узялась роботу з хвостами та до припинення цих операцій в 2008-му встигла переробити 1,8 млн тонн. 
В 2010-му новий власник рудника Bass Metals узявся за розробку рудного тіла Fossey, виявленого за півтори сотні метрів від Геллієр. В цьому випадку спорудили новий портал та ухил (штольню) завдовжки 0,9 кілометра. Втім, надмірний приплив води та несприятлива економіка призвели до закриття проекту вже у 2012 році.
З 2016-го копальня перейшла до NQ Minerals (NQM), що діяла через дочірню компанію HGM. Остання в 2018-му відновила переробку хвостів, вилучаючи 0,5 – 0,3 млн тонн на квартал. Відомо, що в 2020 фінансовому році переробили 1,1 млн тонн та виробили 38 тисяч тонн свинцевого концентрату і 19 тисяч тонн цинкового концентрату, а також 34 тонн срібла та 0,17 тонни золота. В 2021-му NQM потрапила під зовнішнє управління, проте HGM викупили нові інвестори і в 2023-му роботи продовжились. Вилучення хвостів провадять за допомогою двох земснарядів, більший з яких має робочу глибину до 19 метрів.